# Saijaku Teimā wa Gomi Hiroi no Tabi wo Hajimemashita.
Saijaku Teimā wa Gomihiroi no Tabi wo Hajimemashita. (最弱テイマーはゴミ拾いの旅を始めました。?), también conocida como The Weakest Tamer Began a Journey to Pick Up Trash en inglés, es una serie de novelas ligeras japonesa escrita por Honobonoru500. Comenzó a serializarse como una novela web en el sitio web de publicación de novelas generadas por usuarios Shōsetsuka ni Narō el 9 de agosto de 2018.
Posteriormente fue adquirida por TO Books, que comenzó a publicar una novela ligera con ilustraciones de Nama bajo su sello TO Bunko el 9 de noviembre de 2019, y se han publicado ocho volúmenes hasta el momento.
Una adaptación a manga ilustrada por Tou Fukino comenzó a serializarse en el sitio web Comic Corona de TO Books el 10 de febrero de 2020. El manga se ha recopilado en cuatro volúmenes a partir de noviembre de 2022. Tanto la novela ligera como el manga están licenciados en Norteamérica por Seven Seas Entertainment.
Una adaptación a serie de anime se emitió entre enero y marzo de 2024.

## Sipnosis
Cuando Ivy nació en este mundo, recordó su vida pasada. Al recordar su preencarnación, se esforzó por evitar los conflictos. Pero el destino se cuajó en la comprobación del estado, cuando los niños aprenden quiénes son. Porque ella sólo tenía una habilidad: "domación" y ni una sola estrella. Ivy era débil desde el principio: como mucho, podía domar a un slime. Y en su mundo, la mayoría de la gente no daba su tiempo a los débiles. Sólo una mujer de su pueblo la trataba como si fuera suya. Pero después de “morir”, Ivy captó la indirecta y huyó de su casa. Mientras huía, conoció a un pequeño slime y lo llamó Sora. Y así comienza la conmovedora historia de supervivencia de una pequeña niña que sabe domar bestias.

## Personajes
Ivy (アイビー Aibī?)
 Seiyū: Aina Suzuki (CD drama), Sofia Baltazar (español latino)
Sora (ソラ?)
 Seiyū: Mutsumi Tamura (CD drama), Sofía Pimentel (español latino)
Ciel (シエル Shieru?)
 Seiyū: Anna Mugiho
Ruba (ルーバ Rūba?)
 Seiyū: Fumi Hirano
Oguto (オグト?)
 Seiyū: Kenta Miyake, Emmanuel Alejandro (español latino)
Verivera (ヴェリヴェラ?)
 Seiyū: Kōsuke Toriumi, Ángel Contreras (español latino)
Seizerk (セイゼルク Seizeruku?)
 Seiyū: Masaki Terasoma, Aldo Ramírez (español latino)
Latroa (ラットルア Rattorua?)
 Seiyū: Taku Yashiro, Pato Hitch (español latino)
Borolda (ボロルダ Bororuda?)
 Seiyū: Tomokazu Sugita, Carlos Reynoso (español latino)
Rickbert (リックベルト Rikkuberuto?)
 Seiyū: Hiroki Yasumoto, Jesse Torres (español latino)
Mira (ミーラ Mīra?)
 Seiyū: Marina Inoue
Tort (トルト Toruto?) / Marma (マルマ Maruma?)
 Seiyū: Shun'ichi Toki, Erick Padilla (español latino)

## Contenido de la obra

### Novelas ligeras
Saijaku Teimā wa Gomihiroi no Tabi wo Hajimemashita. es escrita por Honobonoru500. La serie comenzó a publicarse en el sitio web de publicación de novelas generadas por usuarios Shōsetsuka ni Narō el 9 de agosto de 2018. Más tarde fue adquirida por TO Books, que comenzó a publicarla como una novela ligera con ilustraciones de Nama bajo su sello de novelas ligeras TO Bunko el 9 de noviembre de 2019, y hasta el momento se han lanzado ocho volúmenes. La novela ligera tiene licencia en América del Norte de Seven Seas Entertainment.
| Volúmenes de novelas ligeras publicadas | Volúmenes de novelas ligeras publicadas | Volúmenes de novelas ligeras publicadas |
| Número                                  | Fecha de publicación                    | ISBN                                    |
| --------------------------------------- | --------------------------------------- | --------------------------------------- |
| 1                                       | 9 de noviembre de 2019                  | ISBN 9784864728768                      |
| 2                                       | 10 de abril de 2020                     | ISBN 9784864729567                      |
| 3                                       | 10 de octubre de 2020                   | ISBN 9784866990583                      |
| 4                                       | 10 de abril de 2021                     | ISBN 9784866991993                      |
| 5                                       | 20 de agosto de 2021                    | ISBN 9784866993058                      |
| 6                                       | 19 de febrero de 2022                   | ISBN 9784866994550                      |
| 7                                       | 20 de junio de 2022                     | ISBN 9784866994550                      |
| 8                                       | 19 de noviembre de 2022                 | ISBN 9784866996332                      |

### Manga
Una adaptación a manga ilustrada por Tou Fukino comenzó a serializarse en el sitio web Comic Corona de TO Books el 10 de febrero de 2020. TO Books recopila sus capítulos individuales en volúmenes de tankōbon. El primer volumen se publicó el 15 de julio de 2020, y hasta el momento se han lanzado cuatro volúmenes. El manga también tiene licencia en América del Norte de Seven Seas Entertainment.
| Volúmenes de manga publicados | Volúmenes de manga publicados | Volúmenes de manga publicados |
| Número                        | Fecha de publicación          | ISBN                          |
| ----------------------------- | ----------------------------- | ----------------------------- |
| 1                             | 15 de julio de 2020           | ISBN 9784866990194            |
| 2                             | 15 de abril de 2021           | ISBN 9784866991979            |
| 3                             | 15 de febrero de 2022         | ISBN 9784866994505            |
| 4                             | 15 de noviembre de 2022       | ISBN 9784866996356            |

### Anime
El 11 de noviembre de 2022 se anunció una adaptación de la serie al anime. Está producido por Studio Massket y dirigido por Naoki Horiuchi, con Shigeyasu Yamauchi como director en jefe, Katsuhiko Takayama escribiendo los guiones, Feng Cheng Hu y Yuki Ikeda diseñando los personajes y Kujira Yumemi componiendo la música. La serie se estrenó el 12 de enero de 2024 en Tokyo MX y otras cadenas. Aina Suzuki interpreta el tema de apertura "Hate no Nai Tabi". Crunchyroll obtuvo la licencia de la serie fuera de Asia.
El 3 de enero de 2024, Crunchyroll anunció que la serie había recibido un doblaje en español latino, la cual se estrenó el 12 de enero.